# 足尾暴動事件
足尾暴動事件（あしおぼうどうじけん）は、1907年2月4日から2月7日まで、足尾銅山の坑夫らが、待遇改善などを訴えて鉱山施設などを破壊、放火した事件。足尾銅山暴動事件（あしおどうざんぼうどうじけん）とも呼ばれる。

## 概要
1903年、夕張からやってきた永岡鶴蔵は、夕張にある大日本労働至誠会と同じような鉱山労働者の組織を足尾でも結成しようと考えたが、この時代にはうまくいかなかった。その後、夕張炭鉱から足尾銅山にやってきた南助松は、永岡と協力し、1906年12月5日、大日本労働至誠会足尾支部を結成。12月と1月に演説会を開いた。
当時、足尾銅山は、足尾鉱毒事件で命令された鉱毒防止費用などが負担となり、鉱山労働者の賃金は安く、しかも、労働条件は過酷なもので、労働者の不満は高まっていた。
1907年2月4日午前、通洞抗内で見張り所が破壊され、ダイナマイトが投げ込まれた。騒ぎを聞いて坑口にやってきた南と永岡鶴蔵は、賃上げや労働条件の改善は、自分らが責任をもって鉱山側と交渉するからと坑夫らを説得。事態はいったんおさまった。この日、通洞はそれ以降の操業を停止した。
しかし、騒ぎは翌2月5日、本山坑らに飛び火。同じようにダイナマイトで見張り所が爆破された。南らはこの日も本山に出向き、労働者を説得した。
しかし、事態はおさまらず、翌2月6日は朝から鉱山事務所が襲撃され、所長の南廷三は暴行された。しかし、殺すなという声が上がり、南廷三はそのまま鉱山病院に担ぎ込まれ、2週間後には業務に復帰したという。
さらにこの日午前10時過ぎ、南助松と永岡鶴蔵が、教唆扇動の疑いで逮捕され、宇都宮に護送されると、逆に暴動を制止する者がいなくなり、収拾のつかない大規模な暴動に発展した。労働者らは事務所を襲い、食料や酒を奪って飲み食いしし、午後には施設に放火したが、現金には手をつけるなという指令がどこからか出ていたともいう。
同日、事態を抑えきれなくなった警察側は、11時過ぎに栃木県知事に出兵要請するよう打電。栃木県知事中山巳代蔵は、午後1時過ぎ軍隊の出動を要請。高崎歩兵第15連隊から3個中隊が足尾に派遣されたが、到着は翌2月7日午後であった。
7日、足尾銅山は全山で操業を停止した。この日はこれといった騒ぎは起こらず、軍隊到着とともに、関係者が逮捕された。検挙者数は629名。うち182名が起訴された。この日に騒ぎがなかった理由については、前日騒いだせいで、労働者らが疲れ切っていたためという説と、軍隊が来るという情報が伝わったためという説がある。
なお、3つある主な坑口（本山、小滝、通洞）のうち、小滝坑口だけは暴動に参加しなかった。
7日、武藤金吉は衆議院で、暴動に関する質問を行った。
暴動の損害は27万円とされている。
事件後、銅山側は全従業員をいったん解雇し、身元の明らかなものだけを再雇用した。これにより、至誠会は解体されたが、銅山側は2割の賃金アップをのみ、また、施設の被害も甚大だったことから、この騒動では銅山側も大きな利益はなかったとみられる。
裁判では検察側は至誠会が暴動を示唆したと主張したが、この主張は認められず、南助松と永岡鶴蔵には無罪の判決がおりた。
後の二村一夫の研究では、直接のきっかけは飯場頭が労働者側を挑発したという説が有力になっている。
足尾暴動後、栃木県警察は足尾分署を足尾警察署に昇格させた。
同年6月には別子銅山でも暴動が起きているが、足尾暴動事件が飛び火したものといわれる。